# Liste d'élections au XIVe siècle
XIIIe siècle • XIVe siècle • XVe siècle
Cet article recense les élections ayant eu lieu au XIVe siècle. Ce siècle n'est caractérisé que par deux types d'élections : les conclaves pour élire le pape de l'Église catholique romaine, et les élections législatives pour le Parlement du Royaume d'Angleterre. Durant ce siècle, le Parlement anglais se scinde en une Chambre des communes (élue) et une Chambre des Lords (héréditaire). Il existe également des élections pour le Parlement d'Irlande, État satellite du Royaume d'Angleterre à cette date.

## Parlements anglais remarquables auXIVesiècle
- le « Bon Parlement » de 1376
- le « Mauvais Parlement » de 1377
- le « Parlement admirable » de 1386
- le « Parlement impitoyable » de 1388

## Liste des conclaves auXIVesiècle
- Conclave de 1303
- Conclave de 1304-1305
- Conclave de 1334
- Conclave de 1378
- Conclave de 1389